# Open Krys de Mont-de-Marsan 2012
L'Open Krys de Mont-de-Marsan 2012 è stato un torneo di tennis facente parte della categoria ITF Women's Circuit nell'ambito dell'ITF Women's Circuit 2012. Il torneo si è giocato a Mont-de-Marsan in Francia dal 10 al 16 settembre 2012 su campi in terra rossa e aveva un montepremi di $25,000.

## Vincitori

### Singolare
Timea Bacsinszky ha battuto in finale  Teliana Pereira con il punteggio di 6–2, 3–6, 6–2

### Doppio
Timea Bacsinszky /  Mihaela Buzărnescu hanno battuto in finale  Aleksandrina Najdenova /  Teliana Pereira con il punteggio di 6–4, 6–1